# Лебедев, Олег Станиславович
Ле́бедев Оле́г Станисла́вович (род. 19 марта 1964 года, Арзамас, Горьковской области) — российский политический деятель, глава города Твери с июня 2003 года по апрель 2008 года, депутат Законодательного Собрания Тверской области V и VI созыва (2011—2016, 2016 — по н. вр.), председатель постоянного комитета по экономической политике и предпринимательству. Региональный представитель общественной организации «Деловая Россия», руководитель Тверского отделения рабочей группы «Честная и эффективная экономика» ОНФ.

## Биография
Родился 19 марта 1964 года в Арзамасе, Горьковской области, в семье военнослужащего.
С 1971 года учился в школе № 17 с физико-математическим уклоном. В 1981 году поступил в Минское высшее инженерное зенитно-ракетное училище противо-воздушной обороны. С 1986 по 1992 годы служил в строевых частях Московского военного округа ПВО, откуда в 1992 году был переведён во 2-й центральный научно-исследовательский институт Министерства обороны Российской Федерации в Твери.
В 1994—1995 годах работал на должности заместителя генерального директора в ТХА «Научпромсервис», в 1995—2000 годах — директором ООО «Алекс».
В 1999 году избран председателем совета директоров некоммерческой организации «Тверской продовольственный союз».

### Мэр города Твери
В 2000 году был избран депутатом Тверской городской думы, где возглавил комиссию по экономике, предпринимательству и промышленной политике. В думе был лидером фракции «Независимых депутатов».
В 2003 году избран главой города Твери. В совете глав областных центров курировал программы капитального ремонта и расселения аварийного и ветхого жилого фонда, проект «Новые дороги России».
В апреле 2007 года принят в ряды партии «Единая Россия».
Выборы 2007 года
2 декабря 2007 года Лебедев участвовал одновременно в выборах главы Твери и выборах депутатов в Госдумы. На выборах в Твери получил 134125 голосов избирателей (70,3 %) и был избран главой города Твери на второй срок. На выборах в Госдуму Олег Лебедев баллотировался в составе партийного списка «Единой России», с составе тверской группы. Был четвёртым в группе после Дмитрия Зеленина, Владимира Васильева, Виктора Абрамова. По итогам выборов Лебедеву был передан мандат, но он отказался его принять. Мандат получил пятый в группе Александр Тягунов.

### Уголовное преследование
В июле 2005 года прокуратура Твери проводила следствие по делу о превышении полномочий в отношении заместителя мэра Олега Кудряшова. По мнению прокуратуры О. С. Лебедев утаивал от следователей некие документы, чем якобы препятствовал следствию. На основании этих действий было возбуждено дело по статье ч. 3 ст. 294 УК РФ против самого Олега Лебедева.
В апреле 2006 года распоряжением Генеральной прокуратуры РФ дело было закрыто. Олег Лебедев участвовал в выборах и был повторно избран Главой города Твери.
26 марта 2008 года заместитель генерального прокурора России Владимир Малиновский отменил постановление о прекращении уголовного дела Лебедева. Дело было вновь передано в областную прокуратуру на доследование. 2 апреля следствие возобновилось, а 3 апреля Лебедеву была избрана мера пресечения — подписка о невыезде. Одновременно Центральный суд Твери вынес решение об отстранении от должности главы Твери. 11 июля следствие по делу было закончено и передано в прокуратуру для направления в суд.
25 июня 2008 года Тверской областной суд изменил Лебедеву меру пресечения с подписки о невыезде на заключение под стражу из-за систематического нарушения им меры процессуального принуждения - отстранения от должности главы Твери. Лебедев был отправлен в Кашинское СИЗО Тверской области. Суд проходил с 11 по 27 августа 2008 года. Чтобы избежать давления на тверских судей и присяжных суд проходил в Кашинском районе Тверской области. 21 августа 2008 года присяжные признали Лебедева виновным, но заслуживающим снисхождения. Судья также признал его виновным и приговорил к полутора годам лишения свободы с запретом занимать должности в государственных и муниципальных органах власти в течение трёх лет. Приговор был обжалован стороной защиты в Верховном суде. В феврале 2009 года Верховный суд оставил приговор без изменения. В марте 2009 года, отбыв более половины срока в СИЗО, Олег Лебедев подал ходатайство о досрочном освобождении. 13 марта суд Московского района Твери удовлетворил ходатайство об условно-досрочном освобождении бывшего главы города Олега Лебедева. Экс-градоначальник Твери был освобожден прямо в здании суда. Весь период заключения он провёл в СИЗО, в колонию так и не был отправлен. Однако 28 апреля Тверской областной суд отменил постановление об условно-досрочном освобождении. В мае 2009 года в ходе повторного рассмотрения решение об УДО принял федеральный судья Московского района Твери.
Карьера после освобождения
29 мая 2009 года назначен советником губернатора Тверской области Дмитрия Зеленина, возглавлял региональной отделение общественной организации «Деловая Россия».

### В Законодательном Собрании
Пятый созыв (2011—2016)
В декабре 2010 года были назначены выборы в Законодательное собрание Тверской области 5 созыва. Выборы проходили по смешанной системе, впервые избиралось 40 депутатов вместо прежних 33 депутатов. Тверское региональное отделение «Единой России» выдвинуло Лебедева одновременно в составе списка (Приволжская группа №2, город Тверь, первый в группе) и в одномандатном округе №2 Приволжский (город Тверь). Лебедев баллотировался как заместитель директора по развитию ООО «САЙНС» и с указанием о имеющейся судимости, неснятой и непогашенной. На состоявшихся 13 марта 2011 года выборах в одномандатном округе №2 при явке 32,25% Лебедев набрал большинство голосов — 6448 из 18787, что составило 34,32%. Занявший второе место Александр Гришин («Справедливая Россия») набрал 26,54 %. В едином округе список «Единой России» набрал 39.79% голосов и партия получила 9 мандатов. В итоге Лебедев был избран депутатом Законодательного собрания Тверской области V созыва по Приволжскому одномандатному округу № 2 (Тверь). В заксобрании занимал должность председателя постоянного комитета по экономической политике, инвестиционной деятельности и предпринимательству. 
В апреле 2011 года Лебедеву был предложен освободившийся мандат депутата Госдумы от фракции «Единая Россия». Мандат освободился после ухода Александра Тягунова — он, как и Лебедев, был избран 13 марта 2011 года в заксобрание Тверской области. Первоначально освободившийся мандат был предложен первому номеру партийного списка 2007 года — Дмитрию Зеленину, у которого летом 2012 года должен был закончиться срок полномочий губернатора Тверской области, однако глава области от мандата отказался. Следующим в списке шёл Олег Лебедев . Лебедев также отказался от мандата и в мае 2011 мандат депутата Госдумы 5 созыва перешёл Алексею Огонькову.
С 2011 года — заместитель руководителя фракции «Единая Россия» в Законодательном собрании Тверской Области. Член регионального политсовета «Единой России».
В ноябре 2012 года Лебедев стал советником губернатора Тверской области Андрея Шевелёва. Был советником до отставки Шевелёва в марте 2016 года. 
Шестой созыв (2016—2021)
Летом 2016 года были назначены выборы в Законодательное собрание Тверской области 6 созыва. Выборы  вновь проходили по смешанной системе (20+20 депутатов). Тверское региональное отделение «Единой России» вновь выдвинуло Лебедева одновременно в составе списка (Приволжская группа №2, город Тверь, первый в группе) и в одномандатном округе №2 Приволжский (город Тверь). На состоявшихся 18 сентября 2016 года выборах Лебедев был избран в одномандатном округе №2. В заксобрании стал председателем постоянного комитета по экономической политике и предпринимательству.

## Общественная деятельность
Председатель Тверского регионального отделения общероссийской общественной организации «Деловая Россия» с 2009 года.
С 2013 года руководитель Тверского отделения рабочей группы «Честная и эффективная экономика» ОНФ.

## Награды
- Знак «За заслуги в развитии Тверской области».
- Золотая медаль Российского фонда мира.
- Знак города Твери «За заслуги перед городом».
- Знак «700 лет начала великого княжения Михаила Ярославича Тверского».
- Благодарность Председателя Совета Федерации Федерального Собрания Российской Федерации.
- Знак Губернатора Тверской области «Во благо земли Тверской».
- Медаль «75 лет гражданской обороне» (МЧС России, 2007 год)[16]

## Семья, интересы
У Олега Лебедева трое детей: Екатерина (1984 г.р.), Павел (1997 г.р.), Ульяна (2004 г.р.).
Увлекается теннисом, футболом, хоккеем, шахматами; имеет награды.